# Hausorden von Oranien

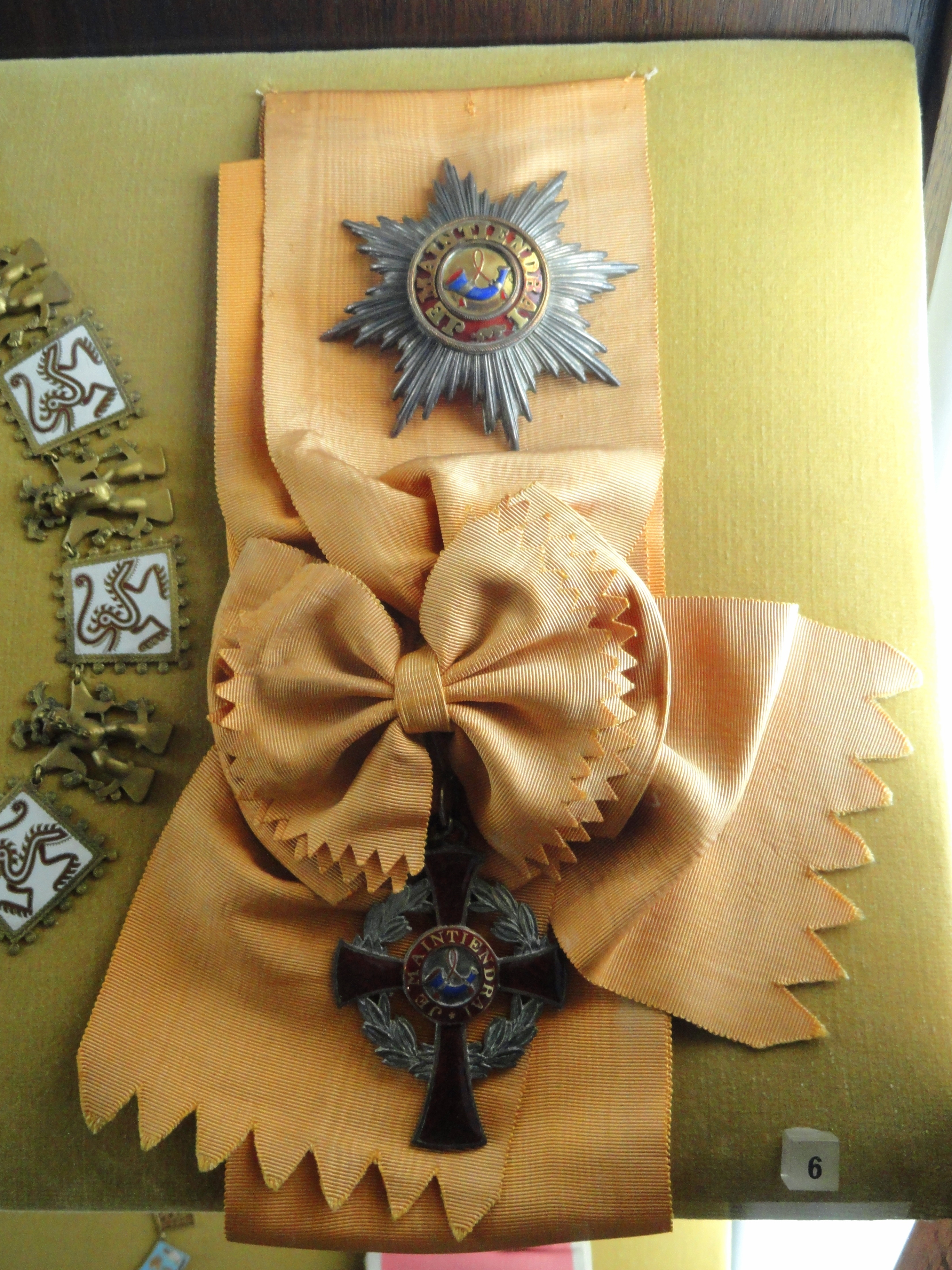
Großkreuz

Der Hausorden von Oranien wurde am 19. März 1905 als zweiter Orden neben dem Nassauischen Hausorden vom Goldenen Löwen durch Königin Wilhelmina der Niederlande zur Belohnung der dem Haus Oranien geleisteten Dienste gestiftet und 1969 durch Königin Juliana reformiert. Er wird seitdem in drei Abteilungen vergeben.

## Abteilungen und Klassen
Seit 1969 wird der Orden in drei Abteilungen verliehen.
| Hausorden (De Huisorde) | Orden für Treue und Verdienst (De Orde van Trouw en Verdienste) | Kronenorden (De Kroonorde) |
| ----------------------- | --------------------------------------------------------------- | -------------------------- |
|                         |                                                                 |                            |
| Bandschnalle            |                                                                 |                            |
|                         |                                                                 |                            |

### Hausorden
Der Hausorden wird in drei Klassen ausschließlich an Angehörige des königlichen Haushalts verliehen, die vierte auch an Niederländer, die dem Haushalt nicht angehören:
- Großkreuz
- Großehrenkreuz
- Ehrenkreuz
- Ritterkreuz

### Orden für Treue und Verdienst
Der Orden für Treue und Verdienst wird für den Dienst an Mitgliedern des königlichen Hauses in zwei Klassen verliehen:
- Kreuz in Gold (nach 35 Dienstjahren)
- Kreuz in Silber (nach 25 Dienstjahren)

### Kronenorden
Der Kronenorden kommt in fünf Klassen ausschließlich an Ausländer zur Verleihung.
- Großkreuz
- Großehrenkreuz mit Stern
- Großehrenkreuz
- Ehrenkreuz mit Rosette
- Ehrenkreuz

Dem Kronenorden angeschlossen ist eine Ehrenmedaille in drei Stufen:
- Gold
- Silber
- Bronze

### Ehrenmedaillen
Die Ehrenmedaille für Kunst und Wissenschaft wird an Personen verliehen, die sich besondere Verdienste in der Kunst oder Wissenschaft erworben haben. Darüber hinaus hat die ausgezeichnete Person eine besondere Verbindung zum Königshaus. Die Auszeichnung ist eine Goldmedaille mit der Aufschrift „Für Kunst und Wissenschaft“.
Die Ehrenmedaille für Fleiß und Erfindungsgeist gilt wie die Ehrenmedaille für Kunst und Wissenschaft als eine der höchsten Auszeichnungen des Hausordens von Oranien. Es handelt sich um die gleiche Medaille aus Gold, aber mit dem Text „Fleiß und Einfallsreichtum“. Mit der Verleihung der Ehrenmedaille für Fleiß und Einfallsreichtum werden Personen geehrt, die dem Königshaus und der Gesellschaft bewiesen haben, dass sie sich in den Eigenschaften, von denen die Medaille ihren Namen hat, besonders hervorgetan haben.

## Der Orden vor 1969

### Ordensklassen
Der Orden wurde in fünf Klassen gestiftet, wobei die V. Klasse in zwei Stufen unterteilt ist.
- Großkreuz
- Großoffizier
- Kommandeur
- Offizier
- Ritter I. und II. Klasse

### Ordensdekoration
Das Ordenszeichen ist ein rotemailliertes goldenes lateinisches Kreuz mit nach außen gebogenen Armen. Zwischen den Kreuzarmen befindet sich jeweils ein Kranz aus Orangenblättern. Im Medaillon ist auf der Vorderseite das Wappen des Hauses Oranien mit der umlaufenden Ordensdevise in goldenen Lettern JE MAINTIENDRAI (französisch für „Ich werde erhalten“ oder „bewahren“). Rückseitig die gekrönte Initiale der Stifterin W (Wilhelmina).

### Trageweise
Das Großkreuz wird mit einer Schärpe von der linken Schulter zur rechten Hüfte sowie einem achtstrahligen silbernen Bruststern getragen. Großoffiziere tragen einen sechsstrahligen Bruststern sowie einen Halsorden, Kommandeure nur denselben. Offiziere und Ritter dekorieren das Ordenszeichen am Band auf der linken Brust. Bei Rittern der II. Klasse ist das Ordenszeichen aus Silber.
Orange ist die Farbe des Ordensbandes.

### Sonstiges
Dem Hausorden waren folgende Auszeichnungen angeschlossen
- Ehrenmedaille für Kunst und Wissenschaft
- Ehrenmedaille für Eifer und Genialität
- Verdienstkreuz des Hausordens von Oranien
- Ehrenmedaille
- Rettungsmedaille
- Ehrendame